# Mommenheim (Bas-Rhin)
Mommenheim település Franciaországban, Bas-Rhin megyében. Lakosainak száma 2251 fő (2022. január 1.). Mommenheim Schwindratzheim, Bernolsheim, Hochstett, Krautwiller, Minversheim, Wahlenheim, Waltenheim-sur-Zorn, Wingersheim-les-Quatre-Bans és Wittersheim községekkel határos.

## Népesség
A település népességének változása:
| Lakosok száma | 1775 | 1793 | 1834 | 1897 | 2012 | 2126 | 2241 | 2259 | 2251 |
|               | 2013 | 2015 | 2016 | 2017 | 2018 | 2019 | 2020 | 2021 | 2022 |